# Список японських воєнних злочинців

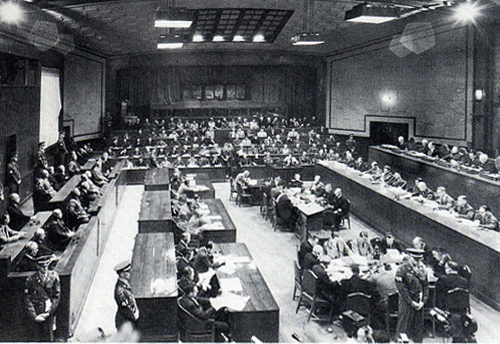
Зал засідань Токійського трибуналу

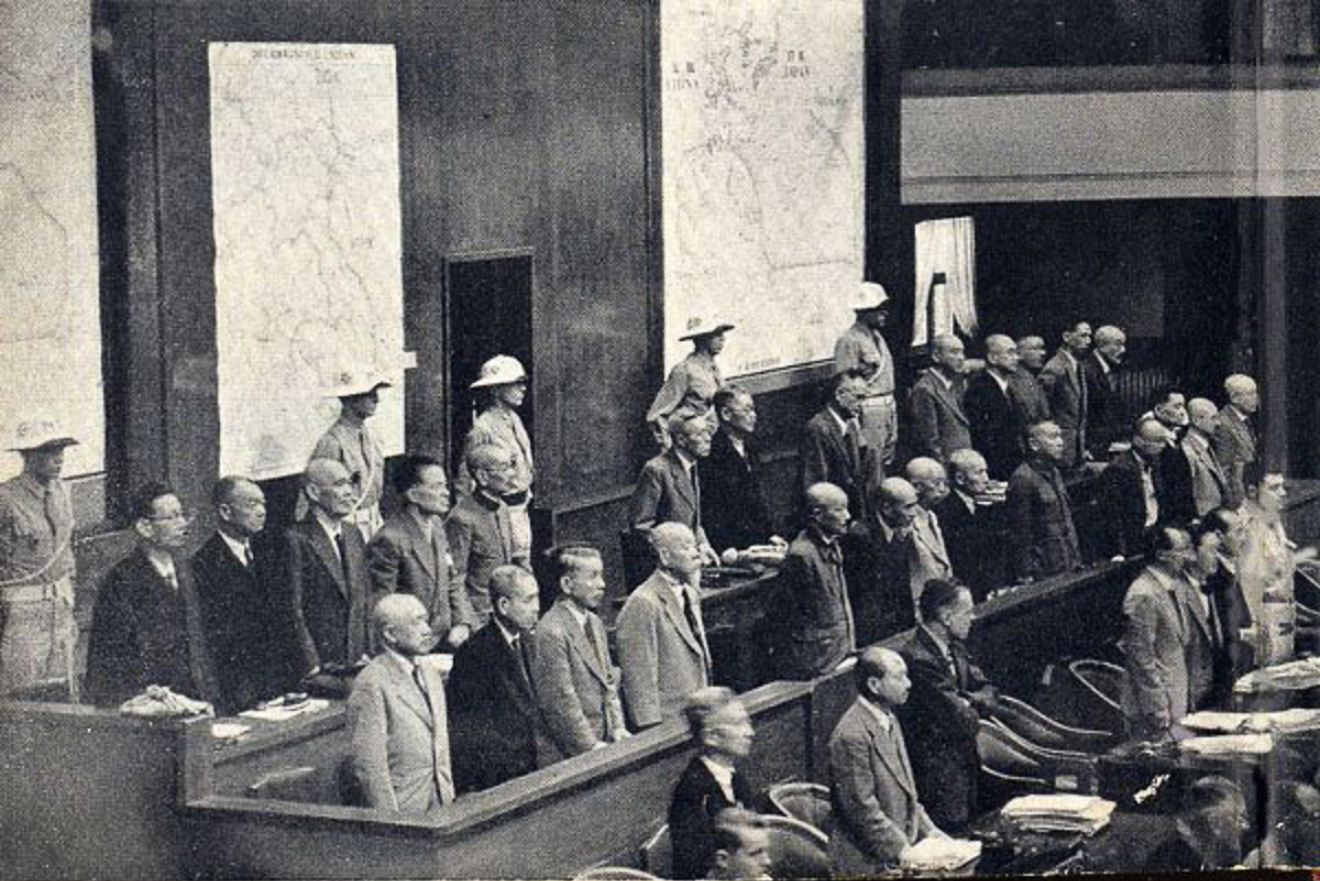
Обвинувачувані Токійського трибуналу

Список японських воєнних злочинців — список осіб, які були визнані винними Токійським трибуналом у вчинені злочинів проти миру, масових вбивствах, злочинів проти звичаїв війни та злочинів проти людства.

## Передісторія
Створення трибуналу для японських воєнних злочинців було передбачено ще у Каїрській та Потсдамській деклараціях, але після окупації Японії у союзників не було єдиної думки кого саме і за які конкретно злочини треба судити. Попри це, згідно з наказом Головнокомандувача союзними окупаційними військами генерала Дугласа Макартура, 11 вересня 1945 року були проведені арешти підозрюваних у вчиненні воєнних злочинів. Всього було затримано 39 осіб — в основному члени кабінету міністрів генерала Тодзьо Хідекі.
19 січня 1946 року Дуглас Макартур видав спеціальну прокламацію, де наказав сформувати Міжнародний військовий трибунал для Далекого Сходу. У цей же день він схвалив Статут трибуналу, де було зазначено як трибунал буде сформовано, які злочини розглядатиме і як він функціонуватиме. Моделлю цього документу виступав відповідний документ Нюрнберзького трибуналу.
25 квітня 1946 року, згідно зі статтею 7 Статуту, цей документ був офіційно опублікований.
Трибунал вперше зібрався 29 квітня 1946 року, а перше засідання відбулося 3 травня 1946 року. У ході процесу було проведено 818 відкритих судових засідань і 131 засідання у суддівській кімнаті; трибунал ухвалив 4356 документальних доказів і 1194 свідчення свідків (з яких 419 були заслухані безпосередньо трибуналом). Останнє засідання трибуналу відбулося 12 листопада 1948 року.

## Обвинувачення
Як і на Нюрнберзькому процесі, всі пункти обвинувачення були розділені на три категорії: А, В та С. Категорія А (пункти 1–36) містила в собі обвинувачення у злочинах проти миру, плануванні та веденні агресивної війни та порушенні міжнародного законодавства і застосовувалася тільки проти вищого керівництва Японії. Категорія В (пункти 37–52), яка включала обвинувачення у вбивствах, та Категорія С (пункти 53–55), куди входили обвинувачення у злочинах проти звичаїв війни та злочини проти людства, застосовувалися до японців будь-якого рангу.

## Список обвинувачених
| №  | Портрет | Ім'я                        | Резюме                                                                                   | Обвинувачення | Вирок                                              |
| -- | ------- | --------------------------- | ---------------------------------------------------------------------------------------- | --- | -------------------------------------------------- |
| 1  |         | Аракі Садао 荒木貞夫        | Генерал Імперської армії Японії, міністр армії, міністр культури.                        | Пункти 27 (планування та ведення війни проти Республіки Китай), 29 (планування та ведення війни проти США), 31 (планування та ведення війни проти Британської Співдружності), 32 (планування та ведення війни проти Королівства Нідерландів), 33 (планування та ведення війни проти Франції), 35 (планування та ведення війни проти СРСР), 36 (планування та ведення війни проти СРСР та МНР), пункти 54 (порушення звичаїв війни) та 55 (злочини проти людяності) | Винний у частині звинувачень. Довічне ув'язнення.  |
| 2  |         | Доїхара Кендзі 土肥原 賢二  | Генерал Імперської армії Японії                                                          | Пункти 1 (підбурення японського мілітаризму та імперіалізму), 27, 29, 31, 32, 33, 35, 36, пункти 54 та 55 | Винний у частині звинувачень. Смертна кара.        |
| 3  |         | Ітаґакі Сеїсіро 板垣征四郎  | Генерал Імперської армії Японії, міністр армії                                           | Пункти 1, 27, 29, 31, 32, 33, 35, 36, 54 та 55. | Винний у частині звинувачень. Смертна кара.        |
| 4  |         | Кая Окінорі 賀屋興宣        | Міністр фінансів                                                                         | Пункти 1, 27, 29, 31, 32, 54 та 55. | Винний у частині звинувачень. 20 років ув'язнення. |
| 5  |         | Кідо Коїті 木戸幸一         | Міністр культури та науки, міністр внутрішніх справ, міністр-хранитель печатки           | Пункти 1, 26 (ведення агресивної війни, порушення міжнародного законодавства у Бої на Халхин-Голі), 29, 31 ,32, 33, 35, 36, 54 та 55. | Винний у частині звинувачень. Довічне ув'язнення.  |
| 6  |         | Кімура Неїтаро 木村兵太郎   | Генерал Імперської армії Японії                                                          | Пункти 1, 27, 29, 31, 32, 54 та 55 | Винний. Смертна кара.                              |
| 7  |         | Коїсо Куніакі 小磯國昭      | Генерал Імперської армії Японії, Генерал-губернатор Кореї, Прем'єр-міністр Японії        | Пункти 1, 27, 29, 31, 32, 36, 54 та 55 | Винний у частині звинувачень. Довічне ув'язнення.  |
| 8  |         | Мацуї Іване 松井石根        | Генерал Імперської армії Японії                                                          | Пункти 1, 27, 29, 31, 32, 35, 36, 54 та 55. | Винний згідно з пунктом 55. Смертна кара.          |
| 9  |         | Мінамі Дзіро 南次郎         | Генерал Імперської армії Японії, Генерал-губернатор Кореї                                | Пункти 1, 27, 29, 31 32, 54 та 55. | Винний у частині звинувачень. Довічне ув'язнення.  |
| 10 |         | Муто Акіра 武藤章           | Генерал Імперської армії Японії                                                          | Пункти 1, 27, 29, 31, 32, 33, 36, 54 та 55. | Винний у частині звинувачень. Смертна кара.        |
| 11 |         | Ока Такадзумі 岡敬純        | Адмірал Імперського флоту Японії, Міністр флоту                                          | Пункти 1, 27, 29, 31, 32, 54 та 55 | Винний у частині звинувачень. Довічне ув'язнення.  |
| 12 |         | Осіма Хіросі 大島浩         | Генерал Імперської армії Японії, Посол Японії у Нацистській Німеччині                    | Пункти 1, 27, 29, 31, 32, 54 та 55. | Винний у частині звинувачень. Довічне ув'язнення.  |
| 13 |         | Сато Кенрьо 佐藤賢了        | Генерал Імперської армії Японії                                                          | Пункти 1, 27, 29, 31, 32, 54 та 55 | Винний у частині звинувачень. Довічне ув'язнення.  |
| 14 |         | Сіґеміцу Мамору 重光葵      | Посол Японії у СРСР, Міністр іноземних справ                                             | Пункти 1, 27, 29, 31, 32, 33, 35, 54, та 55. | Винний у частині звинувачень. 7 років ув'язнення.  |
| 15 |         | Сімада Сіґетаро 嶋田繁太郎  | Адмірал Імперського флоту Японії, Міністр флоту                                          | Пункти 1, 27, 29, 31, 32, 54 та 55. | Винний у частині звинувачень. Довічне ув'язнення.  |
| 16 |         | Сіраторі Тосіо 白鳥 敏夫    | Посол Японії у Італії                                                                    | Пункти 1, 27, 29, 31 та 32. | Винний у частині звинувачень. Довічне ув'язнення   |
| 17 |         | Судзукі Теїті 鈴木貞一      | Генерал Імперської армії Японії                                                          | Пункти 1, 27, 29, 31, 32, 35, 36, 54 та 55 | Винний у частині звинувачень. Довічне ув'язнення   |
| 18 |         | Тоґо Сіґенорі 東郷茂徳      | Міністр іноземних справ                                                                  | Пункти 1, 27, 29, 31, 32, 36, 54 та 55. | Винний у частині звинувачень. 20 років ув'язнення. |
| 19 |         | Тодзьо Хідекі 東条英機      | Генерал, Військовий міністр                                                              | Пункти 1, 27, 29, 31, 32, 33, 36, 54 та 55. | Винний у частині звинувачень. Смертна кара.        |
| 20 |         | Умедзу Йосідзіро 梅津美治郎 | Генерал Імперської армії Японії                                                          | Пункти 1, 27, 29, 31, 32, 36, 54 та 55. | Винний у частині звинувачень. Довічне ув'язнення   |
| 21 |         | Хасімото Кінґоро 橋本欣五郎 | Депутат Палати Представників Японії, віце-президент Парламенту Японії                    | Пункти 1, 27, 29, 31, 32, 54 та 55. | Винний. Довічне ув'язнення.                        |
| 22 |         | Хата Сюнроку 畑俊六         | Маршал Імперської армії Японії, міністр армії                                            | Пункти 1, 27, 29, 31, 32, 35, 36, 54 та 55. | Винний у частині звинувачень. Довічне ув'язнення.  |
| 23 |         | Хіранума Кіїтіро 平沼騏一郎 | Міністр правосуддя, Прем'єр-міністр Японії, міністр внутрішніх справ, Глава Таємної Ради | Пункти 1, 27, 29, 31, 32, 33, 35, 36, 54 та 55 | Винний у частині звинувачень. Довічне ув'язнення.  |
| 24 |         | Хірота Кокі 広田 弘毅       | Міністр закордонних справ, Прем'єр-міністр Японії                                        | Пункти 1, 27, 29, 31, 32, 33, 35, 54 та 55 | Винний у частині звинувачень. Смертна кара.        |
| 25 |         | Хосіно Наокі 星野 直樹      | Віце-прем'єр-міністр                                                                     | Пункти 1, 27, 29, 31, 32, 33, 35, 54 та 55. | Винний у частині звинувачень. Довічне ув'язнення.  |

## Особи, щодо яких було припинено судове провадження
| № | Портрет | Ім'я                     | Резюме | Обвинувачення                                        | Вирок                                               |
| - | ------- | ------------------------ | --- | ---------------------------------------------------- | --------------------------------------------------- |
| 1 |         | Окава Шумей 大川周明     | Філософ, публіцист, ідеолог японського мілітаризму                                                                        | Пункт 1                                              | Був визнаний неосудним через психічне захворювання. |
| 2 |         | Мацуока Йосуке 松岡 洋右 | Міністр іноземних справ                                                                                                   | Пункти 1, 27, 29, 31, 32                             | Помер під час судового слідства.                    |
| 3 |         | Наґано Осамі 永野修身    | Адмірал Імперського флоту Японії, міністр флоту, голова японської делегації на Лондонській морській конференції 1935 року | Пункти 27, 29, 31, 32, 33, 35 та 36, пункти 54 та 55 | Помер під час судового слідства.                    |